# Cotchford Farm
La Cotchford Farm è una casa di campagna inglese a sud-ovest del villaggio di Hartfield, nell'East Sussex, nel sud dell'Inghilterra. L'edificio si trova su Cotchford Lane, una corsia privata al largo della B2026 tra Hartfield e Duddleswell. Si trova vicino alla foresta di Ashdown e all'incirca equidistante da East Grinstead a circa 10 miglia (16 km) a ovest sulla A22, Royal Tunbridge Wells a est sulla A26 e Uckfield a sud. 
Fra i suoi proprietari figurano l'autore A. A. Milne (1882-1956) e il musicista Brian Jones, annegato nella piscina della casa nel luglio 1969. È elencato di grado II nella National Heritage List per l'Inghilterra.

## Architettura
L'edificio è una casa a graticcio, con pianta a "L", forse risalente al XVII secolo o forse alla metà del XVI secolo. Probabilmente era originariamente costruito con muri tamponati in canniccio e fango ed un tetto di paglia, ma in seguito fu rifatto con mattoni rossi al piano terra ed il tetto con tegole. Il blocco principale ha tre piani orientati approssimativamente da nord a sud, con un'ala a due piani a sud, e la cucina su un unico piano in aggiunta all'estremità nord del blocco principale. All'interno, la casa dispone di un salotto su due livelli con camino inglenook e vista in quattro direzioni, ma principalmente sul giardino a est e sud, e anche una sala da pranzo con pannelli di quercia. Al piano superiore sono sei camere da letto, quattro al primo piano e due al secondo piano.

## Storia
L'edificio fu acquistato come casa di campagna dall'autore A. A. Milne nel 1925 (non sono noti i proprietari precedenti). Milne scrisse tutti i suoi libri di Winnie-the-Pooh a casa e morì a Cotchford Farm nel 1956. Nella proprietà vi sono statue del figlio di Milne, Christopher Robin Milne (1920-1996), del gufo Uffa, e anche una meridiana con un gnomone a forma di una penna e una base scolpita con immagini di personaggi Pooh, tra cui Pimpi, Tigro e Roo, la sigla "AAM", la scritta "This warm and sunny spot belongs to Pooh, And here he wonders what it's time to do" ("Questo posto caldo e soleggiato appartiene a Pooh, e qui si chiede cosa sia il momento di fare"). Un ruscello scorre tra gli alberi lungo il confine meridionale del giardino, con il ponte Poohsticks a circa 0,5 miglia (0,80 km) a monte a ovest.
Dopo essere stata di proprietà di una coppia americana, i Taylor, che installarono una piscina all'aperto, la casa è stata acquistata dal membro della band dei Rolling Stones, Brian Jones, che vi morì annegando nella piscina nel luglio 1969. La casa conserva alcuni degli accessori che ha installato, comprese le luci colorate e i vetri. È stato acquistato da Alistair Johns nel 1970 ed è diventato un edificio di interesse storico culturale di Grado II nel 1982.
La casa è stata messa in vendita dalla moglie di Johns, Harriet Johns, per 2 milioni di sterline nell'aprile 2012, compreso il terreno di 3,8 ettari con la piscina esterna riscaldata e lo stagno. Rimasta invenduta, la proprietà è stata rimessa in vendita nel 2016 ed è stata venduta per 1,8 milioni di sterline nel giugno 2017.